# Poliergold

Poliergolddekoration auf Porzellan. Die Details des Vogels wurden nur durch Polieren mit dem Achatstift herausgearbeitet.

Poliergold ist eine Art der Edelmetalldekoration des Porzellans, welches nach dem Dekorbrand poliert werden muss, soll es glänzen. Deswegen wird es unpoliert auch Mattgold genannt. Poliergold ist eine Aufglasurdekoration.

## Poliergold
Poliergold wird als eine Suspension von Terpentinöl, Edelmetallpulver sowie Blei- und Wismutverbindungen hergestellt. Der Goldgehalt beträgt zwischen 11 % und 30 %. Der Farbton des Poliergoldes wird mit Hilfe von Silberbeimischungen festgelegt. Während der Verarbeitung ist es schwarz und flüssig.
Poliergold bildet eine Schicht von ca. drei bis sechs µm Dicke auf dem Scherben. Dadurch ist es haltbarer als Glanzgold.
Es wird bei einer Brenntemperatur von ca. 800 °C gebrannt und kommt mit einer stumpfen, goldfarbenen Oberfläche aus dem Muffelofen.
Durch Polieren mit einer Glasfaserbürste oder Sand erhält das Poliergold einen matten Glanz. Durch Polieren mit Achatstift oder Blutstein wird ein kräftiger Glanz erzielt. Durch das Polieren wird außerdem eine höhere Festigkeit und Widerstandsfähigkeit der Goldschicht erreicht.

## Poliersilber
Poliersilber enthält zwischen 20 % und 70 %, üblicherweise 55 % Silber. Es wird bei 820 °C bis 850 °C gebrannt. Die Herstellung und Verarbeitung ist ansonsten analog zum Poliergold. Da das Poliersilber wegen seiner Neigung zur Bildung von Silbersulfid anläuft, gibt es auch Poliersilber mit Gold- und Platinanteilen.

## Polierplatin
Polierplatin gibt es in verschiedenen Zusammensetzungen. Entweder enthält es nur Platin oder es ist Gold beigemischt. Es hat eine weißgoldene Farbe und wird analog zu Poliergold hergestellt und verarbeitet.
Eine der häufigsten Verwendungen für Poliersilber und Polierplatin ist heute das Drucken von elektronischen Schaltungen.